# Gouvernement Louis Mathieu Molé (1)
Cet article concerne le premier Gouvernement Louis Mathieu Molé. Pour le second, voir Gouvernement Louis Mathieu Molé (1837-1839).
Monarchie de Juillet
Gouvernement Adolphe Thiers I Gouvernement Louis Mathieu Molé II
Le premier ministère Molé est le dixième ministère de la monarchie de Juillet, formé le 6 septembre 1836 sous la présidence de Louis-Mathieu Molé pour succéder au président du Conseil Thiers. Comptant 8 membres, il reste en fonction jusqu'au 15 avril 1837.

## Constitution
Le 26 août 1836, Louis-Philippe Ier reçoit Molé au château de Neuilly et rappelle à Paris Guizot et Duchâtel, qui se trouvaient sur leurs terres à la campagne. Pendant plusieurs jours, il va essayer de faire entrer les trois hommes avec Montalivet dans une combinaison ministérielle, mais le refus de Montalivet de passer de l'Intérieur à l'Instruction publique rend la chose impossible.
Ce n'est que le 6 septembre que le ministère est officiellement installé. Avec Molé, le roi a enfin le président du Conseil qu'il désirait depuis plusieurs années. Le cabinet est entièrement renouvelé par rapport à l'équipe précédente. Le nouveau chef du ministère prend le portefeuille des Affaires étrangères, tandis que Guizot retrouve l'Instruction publique et installe à l'Intérieur un de ses meilleurs amis, Gasparin, épaulé par un sous-secrétaire d'État, Rémusat, qu'on ne tardera pas à appeler « le sur-secrétaire d'État » tant il déploiera d'activité, tandis qu'un autre de ses amis, Duchâtel, prend les Finances. Persil retrouve la Chancellerie. Des têtes nouvelles font leur apparition à la Guerre (le général Bernard), à la Marine (l'amiral de Rosamel : un « franc imbécile », selon Rémusat) et au Commerce et aux Travaux publics (Martin du Nord).
Constitué alors que les chambres sont en vacances, le nouveau ministère est mal accueilli par la presse. On se plaît à noter qu'on n'y trouve aucune des têtes d'affiche de la Révolution de 1830. Les personnalités qui le composent sont peu considérables et, pour la plupart, peu connues : des « bouche-trous », commente Rémusat. Le ministère est également affaibli, d'emblée, par la méfiance et l'antipathie qui existent entre Molé et Guizot et qui se transformeront inéluctablement en hostilité car le second, s'il s'est contenté d'un poste de second plan, compte bien gouverner en sous-main en s'appuyant sur Gasparin et Duchâtel, alors que le premier entend conduire une politique personnelle. Guizot, observe Rémusat, « n'accordait à Molé que de l'esprit de conversation et une bonne position sociale. Molé ne reconnaissait à Guizot que le talent de la parole et se croyait plus habile et plus populaire que lui. » Sur ces bases fragiles, le divorce apparaît inévitable.

## Composition

### Présidence du Conseil
| Fonction                           | Image         | Nom                       |
| ---------------------------------- | ------------- | ------------------------- |
| Président du Conseil des ministres | Le comte Molé | Louis-Mathieu, comte Molé |

### Ministères
| Fonction                                                      | Image                      | Nom                                                                                           |
| ------------------------------------------------------------- | -------------------------- | --------------------------------------------------------------------------------------------- |
| Ministre de la Guerre                                         | Le général-baron Bernard   | Simon, général-baron Bernard (du 19 septembre 1836 au 15 avril 1837)                          |
| Ministre de la Justice et des Cultes                          | Jean-Charles Persil        | Jean-Charles Persil                                                                           |
| Ministre des Affaires étrangères                              | Le comte Molé              | Louis-Mathieu, comte Molé                                                                     |
| Ministre de l’Intérieur                                       | Adrien de Gasparin         | Adrien de Gasparin                                                                            |
| Ministre des Finances                                         | Le comte Tanneguy Duchâtel | Charles Marie, comte Tanneguy Duchâtel                                                        |
| Ministre de la Marine et des Colonies                         | Claude du Campe de Rosamel | Claude du Campe de Rosamel                                                                    |
| Ministre de l'Instruction publique                            | François Guizot            | François Guizot                                                                               |
| Ministre des Travaux publics, de l'Agriculture et du Commerce | Le comte Tanneguy Duchâtel | Charles Marie, comte Tanneguy Duchâtel (par intérim du 6 septembre 1836 au 19 septembre 1836) |
| Ministre des Travaux publics, de l'Agriculture et du Commerce | Le comte Martin du Nord    | Nicolas, comte Martin du Nord (du 19 septembre 1836 au 15 avril 1837)                         |

### Sous-secrétariats d’État
| Fonction                             | Image               | Nom                                                              |
| ------------------------------------ | ------------------- | ---------------------------------------------------------------- |
| Sous-secrétaire d’État à l’Intérieur | Le comte de Rémusat | Charles, comte de Rémusat (du 8 septembre 1836 au 15 avril 1837) |

## Fin
Au début de 1837, les relations entre Molé et Guizot se détériorent. Molé se plaint au baron de Barante d'être maltraité par Guizot : « Vous connaissez l'orgueil et le caractère de chacun... Il restait deux routes ouvertes devant le même personnage, celle de l'union la plus franche avec moi, celle de la tactique d'une rivalité constamment couverte d'apparences qu'on croit habiles. C'est cette dernière qui a été préférée... » Au même correspondant, il raille amèrement les doctrinaires : « C'est une singulière variété de l'espèce humaine : l'égoïsme politique y est porté à un degré qui ne laisse plus que fort peu de place pour la justice, la sympathie, la vérité. » Et vis-à-vis du roi, il gémit contre les « haines doctrinaires qui [le] poursuivent » et brandit la menace, à peine voilée, de la démission si ses collègues persistent à ne pas le soutenir, voire le trahissent.
Après l'acquittement, le 18 janvier 1837, des participants, tant civils que militaires, à la tentative de soulèvement de Strasbourg par Louis-Napoléon Bonaparte en octobre 1836, le gouvernement dépose un projet de loi dit « de disjonction », qui prévoit que les participants à un complot politique seront renvoyés non plus indistinctement devant les tribunaux ordinaires, mais les civils devant les tribunaux ordinaires et les militaires devant les tribunaux militaires. Ce projet est rejeté par la Chambre des députés par deux voix de majorité le 7 mars 1837 (211 voix contre 209). Guizot et Molé se renvoient mutuellement la responsabilité de cet échec, tandis que la presse reproche au cabinet de ne pas démissionner après avoir été mis en minorité.
La fin est désormais proche. Le gouvernement ne parvient pas à faire adopter un projet de loi d'apanage pour le duc de Nemours et un projet de loi portant allocation pour la dot de la reine des Belges, et il est contraint de les retirer. La paralysie du ministère est désormais avérée. Louis-Philippe commence ses consultations le 7 mars afin de former un nouveau ministère, qui est officiellement constitué le 15 avril.

### Sources
- Guy Antonetti, Louis-Philippe, Paris, Fayard, 1994 (ISBN 2-213-59222-5).
- Jacques-Alain de Sédouy, Le comte Molé ou la séduction du pouvoir, Paris, Perrin, 1994 (ISBN 2-262-01047-1).
- Benoît Yvert (dir.), Premiers ministres et présidents du Conseil depuis 1815. Histoire et dictionnaire raisonné, Paris, Perrin, 2002 (ISBN 2-262-01354-3).